# Alphabet magique
Un  alphabet magique est un système d'écriture, composé de lettres ayant supposément une valeur magique.
Les hiéroglyphes ne forment pas un alphabet.
La théurgie, comme relation avec le monde angélique par la magie cérémonielle utilise les alphabets magiques. 
De la même manière, ces alphabets sont très souvent utilisés pour concevoir des amulettes ou talismans pendant la période médiévale notamment.